# Metabus conacyt
Metabus conacyt is een spinnensoort in de taxonomische indeling van de strekspinnen.
Het dier behoort tot het geslacht Metabus. De wetenschappelijke naam van de soort werd voor het eerst geldig gepubliceerd in 2007 door Álvarez-Padilla.